# Ingrid Vanherle
Ingrid Vanherle (Bilzen, 5 augustus 1970) is een Belgische voetbalbestuurster en oud-voetbalster. Sinds februari 2016 is ze hoofd van de jeugdacademie van Standard Luik. Vanherle is de stiefmoeder van voetballer Axel Witsel.

## Carrière
Ingrid Vanherle voetbalde in de jaren 1980 en '90 voor verscheidene Belgische clubs, waaronder RSC Anderlecht en Standard Fémina. Vanherle was een aanvalster en veroverde in totaal zes landstitels. Ze kwam ook meer dan tien jaar uit voor de Red Flames. In 2005 zette ze tijdelijk een punt achter haar carrière, maar in 2006 ging Vanherle opnieuw aan het voetballen. Ook na haar spelerscarrière bleef ze actief in het voetbal. Van oktober 2011 tot juni 2012 was ze assistent-coach van Standard Fémina. In juli 2012 werd Vanherle algemeen directeur van de Women's BeNe League.
In februari 2016 volgde ze Christophe Dessy op als hoofd van de jeugdopleiding van Standard Luik. Voordien was ze al administratief verantwoordelijke van de jeugdopleiding.

## Palmares
Herk Sport
- Belgisch kampioen (1): 1989
- Beker van België (1): 1988

Standard Fémina
- Belgisch kampioen (2): 1992, 2009

RSC Anderlecht
- Belgisch kampioen (3): 1995, 1997, 1998
- Beker van België (1): 1994, 1996, 1998